# Großer Armmolch
Der Große Armmolch (Siren lacertina) ist ein Lurch aus der Gattung Siren, die im Osten der Vereinigten Staaten verbreitet ist. Anatomisch auffällig ist, dass die Art ausschließlich Vorderbeine und auch im ausgewachsenen Stadium Kiemen aufweist.

## Merkmale

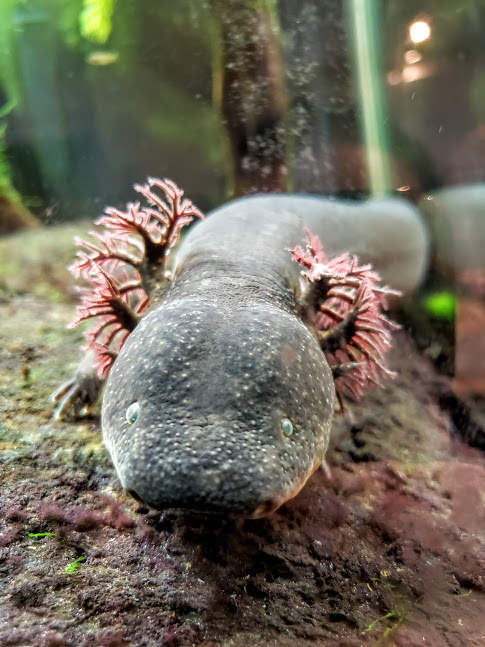
Gesicht der Großen Armmolchs

Adulte Große Armmolche haben meist eine Länge von 50 bis 75 cm, können aber auch bis zu 95 cm erreichen. Er ist die größte Art der Gattung Siren und eine der größten Amphibien Nordamerikas. Der Art fehlen hintere Extremitäten und der Beckengürtel. Sie hat kleine Vorderbeine mit vier Fingern. Auffällig sind die äußeren Kiemenäste, die sich bei erwachsenenen Tieren nicht zurückbilden, da sie pädomorph sind. Dieser Zustand des dauerhaften Larvenstadiums, in dem sie dennoch fortpflanzungsfähig sind, wird als Neotenie bezeichnet.

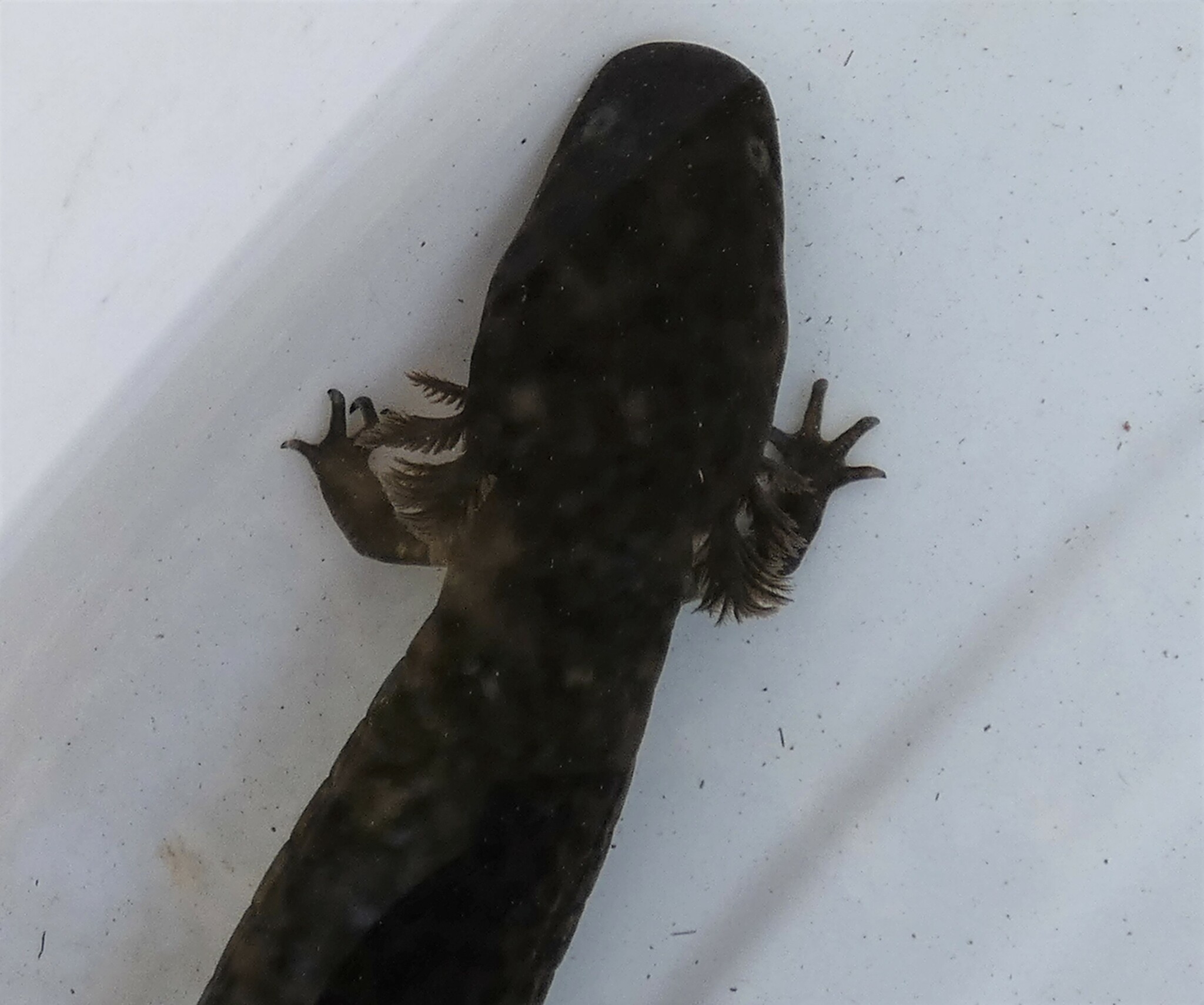
Kopf und Vordergliedmaßen des Großen Armmolchs

Die Schnauze des Großen Armmolchs ist breit und abgerundet. Die Nasenlöcher auf der Unterseite der Schnauze sind klein und haben einen großen Abstand zueinander. Am breitesten ist der Kopf direkt vor den Kiemen. Diese bestehen aus drei Hauptästen auf beiden Seiten, die sich weiter verzweigen.

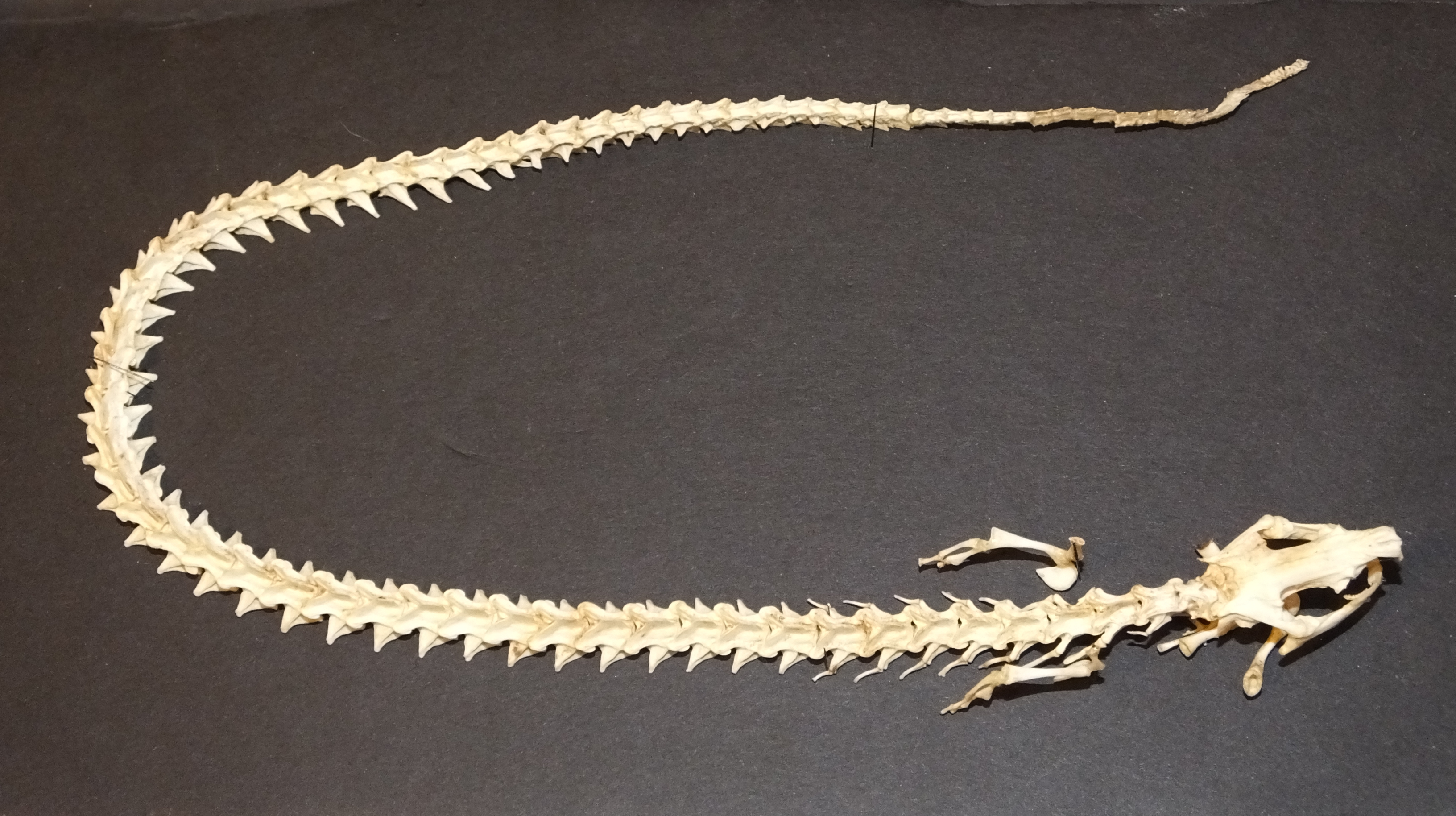
Skelett des Großen Armmolchs

Der Körper ist aalartig, dabei aber kräftig. Der Rumpf wird durch 36 bis 40 Rippenfurchen segmentiert. Der Große Armmolch hat an der Ober- und Unterseite des Schwanzes jeweils einen Flossensaum. Dieser ist auf der Bauchseite schmaler als auf der Rückenseite. Der Flossensaum nimmt ungefähr 60 % der Länge von der Schwanzspitze bis zur Kloake ein. Der Schwanz ist vertikal abgeflacht.
Die Rückenseite ist olivgrün bis grau gefärbt, teilweise befinden sich im Kopfbereich dunkle Flecken. An den Flanken ist die Färbung heller als am Rücken und hier sind unscheinbare gräulich-gelbe Striche und Flecken. Der Bauchbereich zeigt ein bläuliches Grau, worauf sich teilweise kleine grünlich-gelbe Flecken oder blassgrüne Punkte befinden. Die Kiemen sind grünlich, die Zehen sind gelblich mit schwarzen Spitzen und die Schnauze ist gelb oder hellbraun.

### Merkmale der  Larven
Beim Schlupf sind die Larven vom Vorderende bis zur Kloake 13 mm lang, insgesamt haben sie eine Länge von 16 mm. Der breite Flossensaum am Rücken beginnt hinter dem Kopf, auf der Bauchseite geht der Saum bis zur Kloake. Der Kopf ist klein, aber breiter als der Körper. Die Kiemen haben eine ähnlich Länge wie der Kopf. Die Larven haben beim Schlupf keine Gliedmaßen.
Frisch geschlüpfte Larven und Jungtiere haben einen gelblichen Streifen an der Körperseite und die Rückenflosse ist hell gefärbt. Außerdem haben sie jeweils einen bräunlichen Streifen hinter den Augen. Der Kopf- und Halsbereich ist gelbbraun gefärbt. Die farblichen Charakteristika der Larven verschwinden im ersten Lebensjahr.

## Lebensweise
Im Gegensatz zu vielen Schwanzlurchen verbringt der einzelgängerische Große Armmolch sein gesamtes Leben im Wasser und nie an Land. Wenn die Gewässer austrocknen, gräbt sich der Molch in den Schlamm und tritt dort in einen Zustand der Sommerruhe, um Austrocknung zu vermeiden. Vor Eintritt der Sommerruhe bildet er einen Kokon aus Sekreten und abgestorbenen Epithelzellen.

### Ernährung
Da im Verdauungssystem des Großen Armmolchs Algen gefunden wurden, könnte es sein, dass die Art omnivor lebt. Die Art kann am Gewässergrund Nahrung aus dem Detritus herausfiltern. Außerdem ernährt sich der Molch auch carnivor von verschiedenen Wasserorganismen, wie Insekten, Spinnen, Krebstieren, Muscheln, Schnecken und kleinen Fischen. Aufgrund der geringen Sichtweite im trüben Gewässer, in dem der Große Armmolch lebt, nutzt er vermutlich bei der Nahrungssuche das Jacobson-Organ, anstatt auf Sicht zu jagen.

### Fortpflanzung
Über die Fortpflanzung des Großen Armmolchs ist wenig bekannt. Mit zwei bis drei Jahren erreicht das Tier die Geschlechtsreife. Die Anatomie des Lurchs legt nahe, dass der Laich bei dieser Art außerhalb des Körpers befruchtet wird, jedoch wurde der Vorgang nie in der Natur beobachtet. Auch Eier und Larven werden im natürlichen Lebensraum des Molchs selten gefunden, da sie möglicherweise in Pflanzen und Schlamm versteckt sind.
In Gefangenschaft wurden die Eier einzeln oder in kleinen Paketen gelegt. Zwischen Februar und März legt das Weibchen bis zu 500 Eier. Die Eier weisen eine bräunliche Ober- und eine weiße Unterseite auf und sind von drei Gelhüllen umgeben. Der Durchmesser beträgt 9 mm. Nach ungefähr zwei Monaten schlüpfen die Larven. Da sich die Fortpflanzung in Gefangenschaft und im natürlichen Habitat unterscheiden können, sehen sich Forscher vor, die Erkenntnisse von Individuen im Aquarium auf die Wildpopulationen zu übertragen.

### Fressfeinde

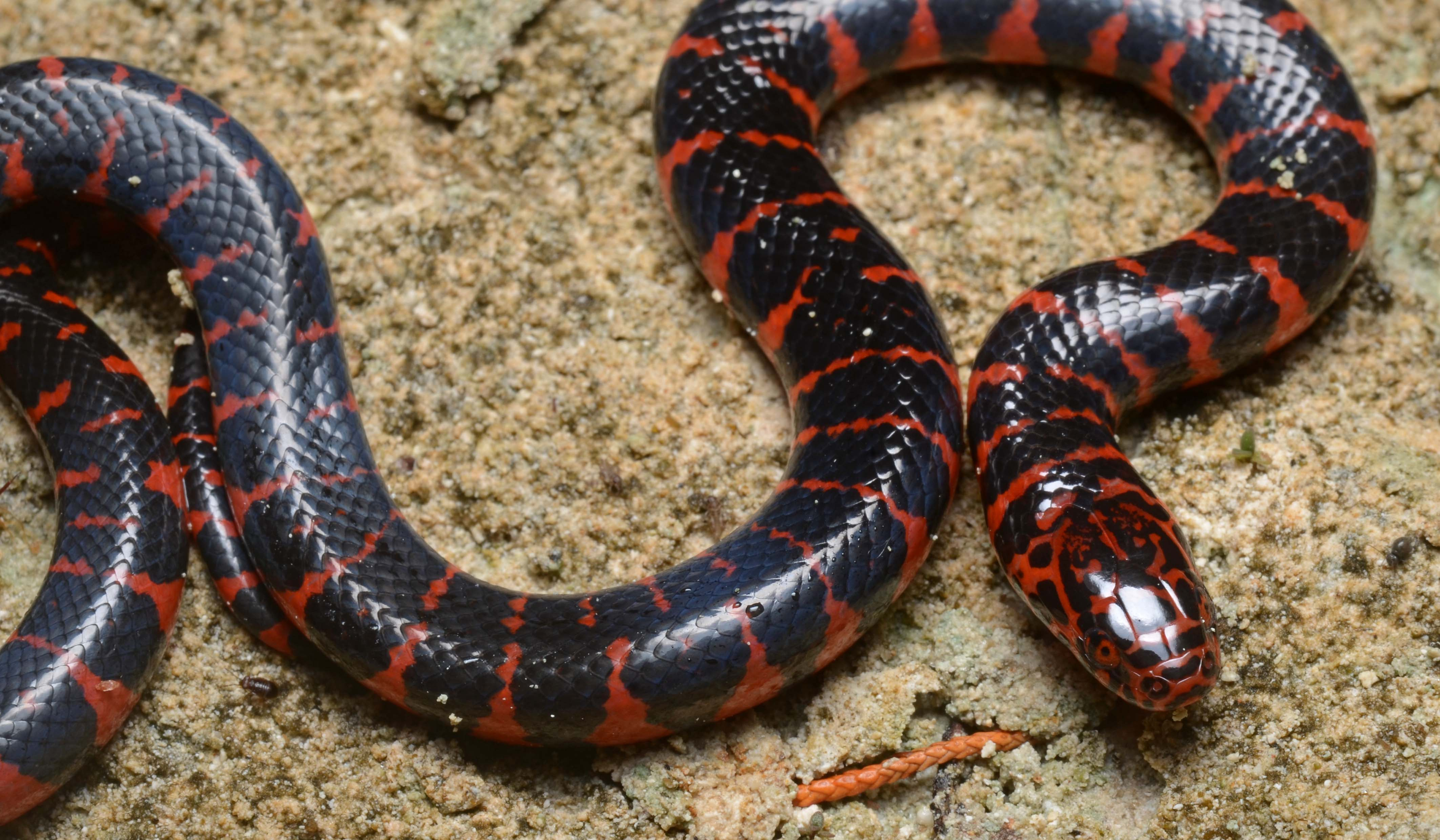
Die Schlammnatter, ein Fressfeind des Großen Armmolchs

Zu den natürlichen Fressfeinden des Großen Armmolchs gehören die Schlammnatter und der Alligator, in deren Mägen Überreste des Molchs gefunden wurden. Auch die erfolgreiche Jagd des Kanadareihers wurde dokumentiert.
Der Große Armmolch kann eine Vielzahl an Tönen produzieren, die vermutlich der Feindabwehr dienen. Zu diesen Tönen gehören ein Jaulen, ein Ton, der an den Ruf des Karolina-Laubfroschs erinnert, und ein Ruf, der dem Geräusch von Entenküken ähnelt. Außerdem kann der Molch bei Störung schnell wegschwimmen. Der Biss des Armmolchs wird als sehr schmerzhaft beschrieben, so dass er hierdurch mögliche Fressfeinde ebenfalls abschrecken kann.

## Lebensraum und Verbreitung

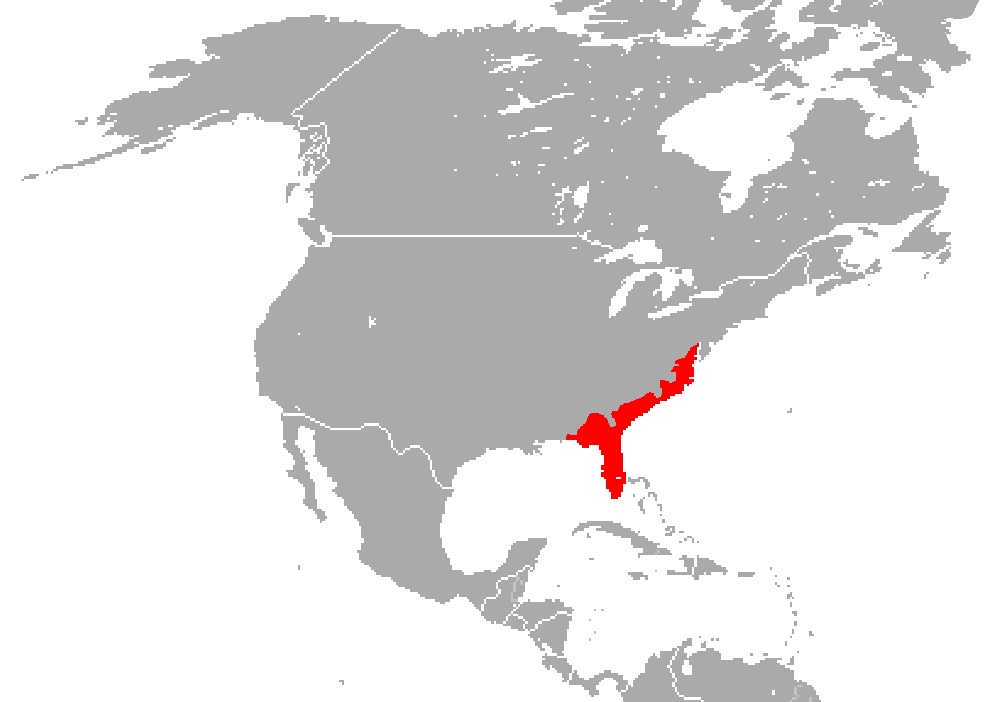
Verbreitung des Großen Armmolchs

Die Art ist in den Küstengebieten entlang der südöstlichen Küstenregion der Vereinigten Staaten verbreitet. Das Gebiet erstreckt sich von Washington, D.C. über Florida bis ins südliche Alabama.

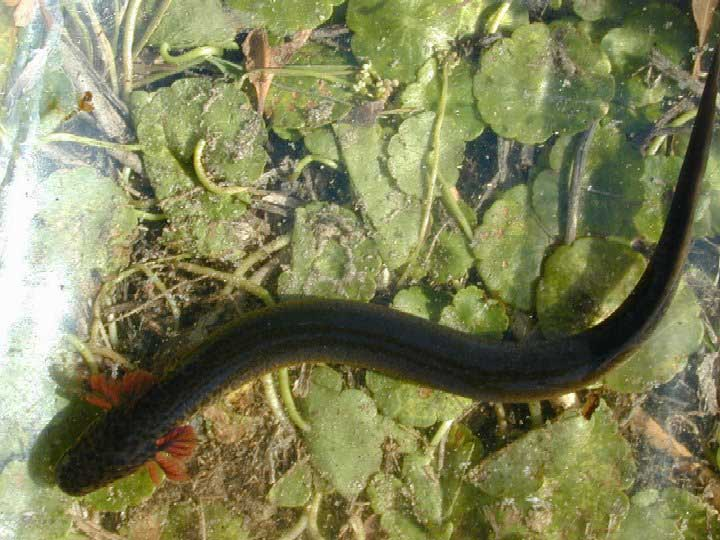
Großer Armmolch in einem Gewässer

Der Lebensraum des Großen Armmolchs besteht aus schlammigen und unkrautüberwucherten Gewässern, wie flachen Gräben, Reisfeldern, Sümpfen, Teichen, Seen und Bächen. Die Art ist nachtaktiv und tagsüber findet man sie in und unter Baumstämmen, in Abflussrohren und unter Felsen, sie gräbt sich aber auch im Schlamm ein oder sitzt unter dichter Vegetation.
Die Larven findet man oft zwischen den Wurzeln von Wasserhyazinthen.

### Fossile Funde
Vom Großen Armmolch sind Funde aus dem Pleistozän in Florida bekannt.

### Gefährdung
Er wird wegen seiner stabilen Populationsgröße und wegen seiner Häufigkeit in Florida, Georgia und South Carolina von der IUCN als Least Concern („nicht gefährdet“) eingestuft. Einzig im US-Bundesstaat Maryland wird die Art als endangered („gefährdet“) geführt.

## Etymologie
Das Artepitheton lacertina kommt aus dem Latein und bedeutet „den Eidechsen zugehörig“, was sich auf den schlängelnden Körper bezieht.

## Systematik
Das Schwesterntaxon des Großen Armmolchs ist der Kleine Armmolch. Die beiden Arten lassen sich in der Natur teilweise schwierig auseinanderhalten, da sie sowohl bei ihren Merkmalen als auch im Lebensraum große Gemeinsamkeiten aufweisen und weil die Größe sich nur bei ausgewachsenen Tieren unterscheidet. Genetische Untersuchungen zeigen jedoch, dass es sich um zwei unterschiedliche Arten handelt.
Kladogramm für die systematisch nah verwandten Arten des Großen Armmolchs:
|  | Siren sphagnicola                                                                                         |
|  | |
|  | \| \| Kleiner Armmolch (Siren intermedia) \| \| \| \| \| \| Großer Armmolch (Siren lacertina) \| \| \| \| |
|  | |
|  | Kleiner Armmolch (Siren intermedia)                                                                       |
|  | |
|  | Großer Armmolch (Siren lacertina)                                                                         |
|  | |

|  | Kleiner Armmolch (Siren intermedia) |
|  |                                     |
|  | Großer Armmolch (Siren lacertina)   |
|  |                                     |

|  | Siren sphagnicola                                                                                         |
|  | |
|  | \| \| Kleiner Armmolch (Siren intermedia) \| \| \| \| \| \| Großer Armmolch (Siren lacertina) \| \| \| \| |
|  | |
|  | Kleiner Armmolch (Siren intermedia)                                                                       |
|  | |
|  | Großer Armmolch (Siren lacertina)                                                                         |
|  | |

|  | Kleiner Armmolch (Siren intermedia) |
|  |                                     |
|  | Großer Armmolch (Siren lacertina)   |
|  |                                     |

|  | Siren sphagnicola                                                                                         |
|  | |
|  | \| \| Kleiner Armmolch (Siren intermedia) \| \| \| \| \| \| Großer Armmolch (Siren lacertina) \| \| \| \| |
|  | |
|  | Kleiner Armmolch (Siren intermedia)                                                                       |
|  | |
|  | Großer Armmolch (Siren lacertina)                                                                         |
|  | |

|  | Kleiner Armmolch (Siren intermedia) |
|  |                                     |
|  | Großer Armmolch (Siren lacertina)   |
|  |                                     |

|  | Siren sphagnicola                                                                                         |
|  | |
|  | \| \| Kleiner Armmolch (Siren intermedia) \| \| \| \| \| \| Großer Armmolch (Siren lacertina) \| \| \| \| |
|  | |
|  | Kleiner Armmolch (Siren intermedia)                                                                       |
|  | |
|  | Großer Armmolch (Siren lacertina)                                                                         |
|  | |

|  | Kleiner Armmolch (Siren intermedia) |
|  |                                     |
|  | Großer Armmolch (Siren lacertina)   |
|  |                                     |